# 納爾遜號戰艦
纳尔逊号战列舰（英语：HMS Nelson）是英国皇家海军建造于两次世界大战之间的两艘纳尔逊级战列舰中的一艘。其被命名为纳尔逊以纪念霍雷肖·纳尔逊海军中将。纳尔逊号于1925年9月3日下水，1927年8月15日建成服役，于1949年3月15日被拆解。

## 设计
纳尔逊号与其姊妹舰罗德尼号一样，是G3战列巡洋舰的削减版。原本的G3计划因1922年的华盛顿海军条约而取消。为了在条约规定的35000吨限制下达到美国科罗拉多级战列舰和日本长门号的火力，纳尔逊级采用3座三联装406毫米主炮炮塔全部在舰桥之前，而动力机舱集中配置在舰体后部这种非常规的布局，目的是将有限的重装甲防护区最大限度集中在重点部位。由于这种非常规的布局，纳尔逊号的航速被降低，装甲也被限制在关键部位。

## 历史

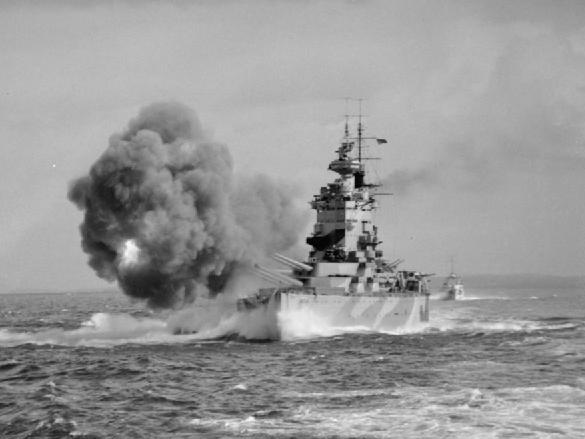
纳尔逊号进行火炮训练

纳尔逊号于1922年12月在英国Hebburn铺设龙骨，由阿姆斯特朗-惠特沃斯船厂建造。她于1925年9月下水，并于1927年8月服役，其姊妹舰罗德尼号战舰于同年11月服役。纳尔逊号耗资7,504,000英镑，并利用用了海军上将级战列巡洋舰胡德号被取消的姊妹舰的材料。
纳尔逊号自下水就是本土舰队的旗舰。1931年纳尔逊号和罗德尼号的水手参与了因弗戈登暴动。1934年纳尔逊号在朴次茅斯港外搁浅。
纳尔逊号在1930年代进行了一些改进。1939年二战爆发时纳尔逊号仍属于本土舰队。同年9月25至26日纳尔逊号在救援旗鱼号潛艇期间进行护航任务。10月，纳尔逊号被派往北海应对德国巡洋舰和驱逐舰，对方被驱离。10月30日，纳尔逊号在奥克尼群岛附近遭到由威廉·察恩指挥的U-56号潜艇攻击，被命中三枚鱼雷，但无一爆炸。之后她又被派遣以对付德国装甲巡洋舰。同年12月，纳尔逊号在苏格兰海岸触雷，其在朴茨茅斯维修至1940年8月。
维修完成后纳尔逊号被派往罗塞斯防备德国登陆，之后被派往英吉利海峡。1941年4月至6月她主要执行商船护航任务。5月下旬纳尔逊号到达弗里敦并被调往直布罗陀防备德国战列舰俾斯麦号。
同年六月，纳尔逊号被从直布罗陀调往H舰队，在地中海执行护航任务。1941年9月27日，纳尔逊号遭到意大利海军鱼雷攻击并重创，她返回英国进行维修至1942年5月。1942年8月，纳尔逊号作为旗舰返回H舰队，为前往马耳他的运输船队护航。1942年11月纳尔逊号参与了登陆阿尔及利亚的火炬行动，1943年6月登陆西西里岛的行动和为1943年9月的萨莱诺行动提供火力支援。1943年9月29日艾森豪威尔将军和佩特罗·巴多格里奥元帅在纳尔逊号上签署了意大利的长期停战协议。
1943年11月，纳尔逊号返回英国进行改装，加装高射炮。纳尔逊号参加了诺曼底登陆，但于1944年6月18日触两雷并被派往宾夕法尼亚州进行维修。纳尔逊号于1945年1月回到英国并被派往印度洋。她于6月到达科伦坡，并在马来半岛附近执行了三个月任务，参加了制服行动。1945年9月2日当地日军于乔治市投降。
纳尔逊号于1945年11月作为本土舰队旗舰返回英国，并于1946年6月被转为训练舰。

## 退役拆解
纳尔逊号于1948年2月退役并在接下来的数月中被用作空袭靶舰。她于1949年3月15日被拖往因弗基辛拆解。

## 脚注

### 引文
1. ↑  .   [2017-06-15]. （原始内容存档于2021-04-13）.
2. ↑  江泓 & 英国战列舰全史 1914-1960，第137頁
3. ↑  .   [2017-06-15]. （原始内容存档于2020-11-12）.
4. ↑  Giese, O. . United States Naval Institute. 1994. ISBN 1-55750-307-9.
5. ↑  Bishop, Chris. . Aerospace Publishing. 1998: pp. 479–480. ISBN 0-7607-1022-8.